# Тирагетия
Тирагетия Tyragetae или Tyrangitae (греческое: Τυραγγεῖται , Tυραγγέται или Τυρεγέται , Страбона . VII; . Ptol .. III 5 § 25). На территории, граничащей на востоке с Чёрным морем и рекой Днестр; на севере с современной территорией Чехии и Ивано-Франоковской области Украины; на западе с р. Тиса (Tissia); на юге с Дунаем (Istru, Ister, Dunaris, Danubius) — а в центре пересекаемой Карпатскими горами — проживали Даки (Dacii) (так их называли римляне), или Геты (Getii, Getae,Γέται) (так их называли греки), описанные Геродотом (Ηρόδοτος) как «самые смелые и самые праведные из Фракийцев» (Книга IV Истории Геродота, параграф 93).